# Stazione di Chemnitz Centrale
La stazione di Chemnitz Centrale (in tedesco Chemnitz Hbf) è la principale stazione ferroviaria della città tedesca di Chemnitz.